# Onthophagus pronus
Onthophagus pronus là một loài bọ cánh cứng trong họ Bọ hung (Scarabaeidae).